# Pandaceae
Pandaceae — родина, що складається з трьох родів, які раніше були визнані в Euphorbiaceae:
- Galearia
- Microdesmis
- Panda

Ці роди містять 17 видів, які живуть переважно в Західній Африці та Південно-Східній Азії.
Види цієї родини — це дводомні дерева або кущі з черговим простим листям.
Рід Centroplacus раніше входив до Pandaceae. Система APG III визнала цей рід частиною родини Centroplacaceae.